# Завьялова, Александра Семёновна
Александра Семёновна Завьялова (4 февраля 1936, Титовка, Сосновский район, Тамбовская область, РСФСР, СССР — 3 февраля 2016, Санкт-Петербург, Россия) — советская и российская актриса театра и кино. Заслуженная артистка Российской Федерации (1994).

## Биография
Родилась 4 февраля 1936 года в селе Титовка Сосновского района Тамбовской области.
В 1958 году окончила Ленинградский театральный институт им. А. Н. Островского, после чего её по распределению направили в Брестский драматический театр. В этом театре работала около года, отказываясь от приглашений на киносъёмки: считала себя театральной актрисой. Но от приглашения режиссёра Александра Зархи на роль в фильме «Люди на мосту» она отказаться не смогла.
Обратно в Брест она уже не вернулась. Последовала роль в лирической комедии «Алёшкина любовь». Актриса сыграла стрелочницу Зинку, в которую влюблён робкий парень, геолог-буровик Алёшка (Леонид Быков). Об Александре Завьяловой заговорили, появились приглашения от режиссёров. Один за другим вышли фильмы с её участием: мелодрама «Ждите писем», социальная мелодрама «Хлеб и розы», молодёжная киноповесть «Будни и праздники».
В 1961 году фотография актрисы попала на страницы американского журнала «Лайф». Фотограф Филипп Халсман решил снять самых знаменитых людей Советского Союза, и среди тех, на кого пал его выбор, оказалась восходящая звезда кино Александра Завьялова.
В 1963 году она вышла замуж за художника Дмитрия Бучкина и переехала в Ленинград. Вскоре у супругов родилась дочь Татьяна, и актриса перестала сниматься в кино. Пришлось ей уйти и из Малого театра, где она работала в последнее время.
Во время Московского международного кинофестиваля, единственная среди советских актрис, получила приглашение на званый дипломатический ужин в американское посольство, где хозяином вечера был помощник президента США по особо важным делам Гарриман. По поручению руководства фестиваля она принимала у себя дома в Ленинграде итальянскую делегацию, в состав которой входила Джульетта Мазина. В своих контактах с иностранцами актриса не видела ничего предосудительного.
В 1964 году она познакомилась с 50-летним американским бизнесменом, совладельцем крупной судоходной компании. Американец влюбился в актрису, между ними вспыхнул роман, который тут же был замечен КГБ. Спецслужбы заподозрили бизнесмена в шпионаже и, объявив его персоной нон грата, предложили ему покинуть СССР. За актрисой закрепился ярлык неблагонадёжности, и с кино на некоторое время ей пришлось распрощаться. Кроме того, этот роман положил конец её семейной жизни — актриса развелась с мужем.
В 1964 году актриса снялась в фильме режиссёра Резо Эсадзе «Фро» по рассказу Андрея Платонова о 1930-х годах — времени пятилеток, в роли оставленной жены, осознающей необходимость учиться и жить ради всеобщего счастья.
В 1966 году Александра Завьялова изначально была утверждена на роль Панночки в фильме «Вий». Но актрису ждало новое испытание. Она уже снялась в большей части фильма в роли Панночки, как её сняли с роли, утвердив Наталью Варлей из-за смены концепции картины.
В 1967 году вышел ещё один фильм Эсадзе «Четыре страницы одной молодой жизни» с Завьяловой в одной из главных ролей. Актрису и режиссёра связывали личные отношения. По словам Завьяловой, причиной разрыва стали ревность и деспотизм Эсадзе.
В 1969 году режиссёры Валерий Усков и Владимир Краснопольский приступили к экранизации романа Анатолия Иванова «Тени исчезают в полдень». Александру Завьялову они пригласили на роль Серафимы Клычковой (Пистимеи Морозовой). Съёмки продолжались три года. Актриса начинала играть 17-летнюю девушку, а в последней серии по сценарию ей было уже 70 лет. 

Пистимея. Бывшая богачка, потом монахиня, лютая врагиня советской власти. Классическая злодейка мелодрамы, так-то оно так, но зритель живо почувствовал масштаб и непростоту героини. Ведь на стороне Пистимеи — образы старого мира: иконы, свечи, святые слова, крепость семьи и строгость нрава. Ведь в ней, как в лесном скиту, живёт древняя русская сила. Это суровое прекрасное лицо каждым своим тревожным появлением на каком-нибудь советском празднике в игрушечной деревне Зелёный Дол — мгновенно придаёт всему иное измерение. Веселитесь? Ну-ну… Завьялова не только дала целый национальный тип гордой русской женщины, она, можно сказать, символ. Символ глубинных тайн жизни, которая не подвластна конкретному времени со всеми его глупостями…— кинокритик Татьяна Москвина
Фильм, вышедший на экраны в 1971 году, оказался последним в советском периоде жизни Александры Завьяловой. После этой картины актрису не снимали более 20 лет. Полное забвение в кино вылилось у неё в глубокую депрессию.
В 1975 году её, оторвав от детей, поместили в психиатрическую больницу. Спустя два месяца Завьялова вернулась из больницы. За это время дочь Татьяну забрал к себе её отец, а маленького сына определили в детский дом. Долгое время Завьяловой не хотели возвращать сына, а спустя год её снова увезли в лечебницу, теперь уже вместе с ребёнком. Впоследствии художник Дмитрий Бучкин усыновил сына актрисы Петра.
Спустя много лет, после небольшой роли в фильме «Белые одежды», в 1994 году она была удостоена звания заслуженной артистки России.
Жила на Гаврской улице в доме 6, в Санкт-Петербурге. Дочь Татьяна — художник-дизайнер. Сын Пётр работал в строительстве.
Убита 3 февраля 2016 года накануне 80-летия, найдена в своей квартире 4 февраля. В убийстве подозревался сын Завьяловой Пётр. 10 апреля 2017 года Выборгский районный суд Санкт-Петербурга признал его виновным в убийстве и приговорил к восьми годам колонии строгого режима.
Похоронена на Смоленском кладбище в Санкт-Петербурге.

## Семья
Муж (1963—1965) — Дмитрий Бучкин (1927—2024), советский и российский художник, живописец, график. Дочь — Татьяна Дмитриевна (род. 1963), художник-дизайнер. Сын — Пётр (род. 1976), усыновлён Д.П. Бучкиным.

## Признание и награды
- Заслуженная артистка Российской Федерации (12 января 1994 года) — за заслуги в области киноискусства[10].

## Творчество

### Фильмография
- 1959 — Люди на мосту — Лена
- 1959 — Песня о Кольцове — Дуня
- 1960 — Алёшкина любовь — Зинка
- 1960 — Ждите писем — Римма
- 1960 — Хлеб и розы — Любаша Тиунова
- 1961 — Будни и праздники — Светлана
- 1964 — Одиночество — Наташа
- 1964 — Фро — Фро
- 1965 — Клятва Гиппократа — Валентина Томилова
- 1967 — Сергей Лазо — Ольга Грабенко
- 1967 — Четыре страницы одной молодой жизни — Полина
- 1969 — Встреча у старой мечети — Маша
- 1971 — Тени исчезают в полдень — Пистимея Макаровна Морозова (Серафима Аркадьевна Клычкова)
- 1992 — Белые одежды — Раечка